# Roco
Roco — австрийская фирма, выпускающая масштабные модели железных дорог и железнодорожной техники.

## Продукция
Ассортимент в основном составляет подвижной состав, в меньшей степени представлены здания и сооружения.
Также, фирмой выпускаются рельсы типоразмера H0 с высотой головки 2,1 мм.
Кроме непосредственно моделей, производится большое количество электронных модулей для организации цифрового управления макетом.

## Журнал
Компания выпускает журнал Roco Reports, рассчитанный на широкий круг читателей, но в основном посвящённый железнодорожному моделизму.

## Банкротство
15 июля 2005 года компания Roco Modelleisenbahn GmbH объявила себя банкротом. С тех пор за дальнейшее использование бренда «Roco» идут многочисленные судебные разбирательства.